# Ауротиоглюкоза
Ауротиоглюкоза — соль одновалентного золота и тиоглюкозы, желтые кристаллы со слабым меркаптаноподобным запахом, растворимые в воде (растворы разлагаются), слаборастворимые в пропиленгликоле, нерастворимы в хлороформе и ацетоне.

## Синтез и свойства
Ауротиоглюкоза синтезируется обменной реакцией бромида золота и тиоглюкозы, синтез проводят добавлением водного раствора бромида золота к водному раствору тиоглюкозы, насыщенному диоксидом серы c дальнейшим нагревом; ауротиоглюкозу высаждают из реакционной смеси этанолом
.
Связь сера-золото в ауротиоглюкозе носит неионный характер, предполагается, что ауротиоглюкоза в водных растворах существует в виде полимера, в котором тиоглюкозные звенья сшиты двухкоординированными серой атомами золота:
Водные растворы ауротиоглюкозы нестабильны, в физиологических условиях она разлагается, при этом наблюдается диспропорционирование с образованием металлического золота и окислением меркаптогруппы тиоглюкозы до соответствующей сульфиновой кислоты.

## Применение

### В медицине
Ауротиоглюкоза, наряду с другими препаратами золота (ауранофином и ауротиомалатом натрия), применяется в терапии ревматоидного артрита в качестве препарата второй линии.
Ауротиоглюкоза вводится внутримышечно, ввиду нестабильности её водных растворов — в виде масляной суспензии. Суммарная доза препарата на курс для детей старше 12 лет и взрослых — 0,8—1 г, препарат вводят 1 раз в неделю. Пиковые концентрации в плазме крови достигаются в течение 2—6 часов после инъекции, большая часть препарата (95 %) связывается белками плазмы. После введения первой дозы в 50 мг период полувыведения колеблется от 3 до 27 дней, увеличиваясь в течение курса лечения (14—40 дней после третьей дозы). Терапевтический эффект не коррелирует с уровнем препарата в плазме, а зависит от кумулятивной дозы.
При терапии возможны побочные реакции со стороны слизистых оболочек (зуд, стоматиты) и различные формы дерматитов. В некоторых случаях возможна протеинурия, в редких случаях — лейкопения, тромбоцитопения и апластическая анемия.
В терапии ревматоидных артритов также используется структурный аналог ауротиоглюкозы — ауранофин, который представляет собой комплекс тетраацетилауротиоглюкозы с триэтилфосфином и, в отличие от ауротиоглюкозы, применяется перорально:
В настоящее время значение золотосодержащих в терапии артритов снизилось из-за присущих им побочных эффектов и распространения терапии метотрексатом.

### В экспериментальной биологии
Ауротиоглюкоза вызывает у мышей гиперфагию и применялась в экспериментальной биологии как препарат для получения экспериментальной модели гипоталамического ожирения.
Эффект был обнаружен в 1949 году при проверке токсичности ауротиоглюкозы как возможного препарата для терапии артритов: оказалось, что у некоторой части мышей, выживших после введения им полулетальной дозы (LD50) ауротиоглюкозы развивается чрезвычайно сильное ожирение. Пищевое поведение таких мышей — характеризовавшееся гиперфагией, то есть отсутствием торможения при физиологическом насыщении — было подобным поведению крыс с поврежденной вентромедиальной областью гипоталамуса.
В дальнейшем было обнаружено, что ауротиоглюкоза вызывает повреждение гипоталамуса, включая вентромедиальные гипоталамические ядра, ответственные за восприятие сигналов насыщения — то есть возникающее ожирение является химически индуцированным гипоталамическим ожирением. Радиографические исследования с использованием 198Au и 35S в качестве изотопных меток подтвердили повышенные концентрации золота в пораженных участках мозга, при этом распределения концентрации 198Au и 35S; предполагается, что избирательность действия ауротиоглюкозы связана с присутствием в поражаемых клетках ферментов, высвобождающих из неё цитотоксичные ионы золота.